# Димитриев, Василий Димитриевич
Васи́лий Дими́триевич Дими́триев (11 января 1924, Новое Сюрбеево, Цивильский район, Чувашская АО, СССР — 8 января 2013, Чебоксары, Россия) — советский и российский археолог, доктор исторических наук, профессор.
Заслуженный деятель науки РСФСР (1980). Член Археографической комиссии АН СССР (с 1968).

## Биография и научная деятельность
Родился в крестьянской семье. После окончания Чурачикской средней школы поступил на историко-филологический факультет Чувашского государственного педагогического института.
Участник Великой Отечественной войны: С 1942 г. — курсант артучилища, младший лейтенант, лейтенант-командир взвода в истребительно-противотанковых бригадах на II Украинском, I Прибалтийском, III Белорусском фронтах.
В 1948 г. окончил с отличием Чувашский государственный педагогический институт. С 1946 г. работал старшим лаборантом кафедры истории Чувашского государственного педагогического института, с 1948 года младшим научным сотрудником Чувашского научно-исследовательского института языка, литературы и истории (ЧНИИ ЯЛИ). В 1955 г. окончил аспирантуру при кафедре истории СССР периода феодализма Московского госуниверситета имени Ломоносова.
В течение 20 лет Димитриев был директором Чувашского научно-исследовательского института языка, литературы и истории (сегодня — Чувашский государственный институт гуманитарных наук), а также был профессором Чувашского государственного университета имени И. Н. Ульянова.
Как отмечает «Чувашская энциклопедия», Василий Димитриев был одним из ведущих специалистов по средневековой истории Поволжья и поволжских народов. Его докторская диссертация, защищённая в 1968 году, носила название «История Чувашии эпохи феодализма». Димитриев затрагивал такие проблемы, как этногенез чувашей, история Волжской Булгарии, положение булгаро-чувашей в составе Золотой Орды и Казанского ханства, колониальная политика Российского государства в отношении чувашей. Впервые в российской историографии Димитриев исследовал вопрос об опустошении булгарских земель в XIV—XV веках, расселении чувашей и соседних с ними народов в XVI—XVIII веках.
Василий Димитриев — автор около 300 научных работ, в том числе 19 монографий («История Чувашии XVIII века», «Чувашские исторические предания», «Чуваши: Этническая история и традиционная культура» и другие).
Он ввёл в научный оборот множество исторических источников, опубликовал труды о таких чувашских деятелях, как Никита Бичурин, Спиридон Михайлов, Николай Никольский.
Участвовал в подготовке более 10 докторов и 40 кандидатов исторических наук.

## Память
Похоронен в зоне почётных захоронений Яушского кладбища города Чебоксары.

## Научные труды
- Димитриев В. Д. История Чувашии XVIII века (до крестьянской войны 1773-1775 годов). — Чебоксары: Чуваш. гос. изд-во, 1959. — 532 с.
- Димитриев В. Д. Чебоксары: Очерки истории города конца 13–17 вв. — Чебоксары: Чувашское книжное издательство, 2003. — 184 с.
- Димитриев В. Д. Чувашские материнские селения Свияжского, Кокшайского, Чебоксарского, Козьмодемьянского, Цивильского, Ядринского, Курмышского и Симбирского уездов первой половины XVIII века: Справочник. — Чебоксары: Чувашское книжное издательство, 2006.
- Димитриев В. Д., Селиванова С. А. Чебоксары: Очерки истории города XVIII века. — Чебоксары: Чуваш. кн. изд-во, 2011. — 446 с. (в пер.)
- Димитриев В. Д. Чувашский народ в составе Казанского ханства: Предыстория и история / Сост. Д. В. Басманцев; Чувашский государственный институт гуманитарных наук. — Чебоксары: Чуваш. кн. изд-во, 2014. — 192 с. — 1000 экз. — ISBN 978-5-7670-2154-3. (в пер.)

Статьи
- Димитриев В. Д. Откуда мы родом // газета «Чăваш Ен», 1991.
- Димитриев В. Д. Об обосновании Н. И. Ашмариным теории болгаро-чувашской языковой и этнической преемственности // Известия Национальной академии наук и искусств Чувашской Республики. — 1996. — № 1. — С. 183—200.

## Награды и звания

### Награды СССР
- Орден Красной Звезды (1945)
- Орден Трудового Красного Знамени (1976)
- Орден Отечественной войны I степени (1985)[3]
- Заслуженный деятель науки РСФСР (1980)
- Почётный работник высшего образования Российской Федерации (1997)[2]
- Медаль «В ознаменование 100-летия со дня рождения Владимира Ильича Ленина»
- Медаль «За победу над Германией в Великой Отечественной войне 1941—1945 гг.»
- Медаль «За взятие Кенигсберга»
- Медаль «Ветеран труда»

### Награды Российской Федерации
- Орден Дружбы (Россия)
- Медаль Жукова

### Награды Чувашской Республики
- Заслуженный деятель науки Чувашской АССР (1974)
- Орден «За заслуги перед Чувашской Республикой» (2008)
- Государственная премия Чувашской Республики в области науки и техники (1994 и 2001)

### Общественные награды
- Лауреат Республиканской журналистской премии им. С. В. Эльгера (2002)
- Медаль митрополита Макария (Макариевская премия)[4].
- Лауреат Республиканской журналистской премии им. Николая Никольского

### Муниципальные награды
- Почётный гражданин Чебоксар (2012)
- Почётный гражданин Цивильского района (2004)
- Почётный гражданин города Цивильск (1989)[1]